# Gustavo Canuto
Gustavo Henrique Rigodanzo Canuto (Paranavaí, 4 de julho de 1978) é um servidor público de carreira engenheiro da computação e advogado brasileiro, ex-Ministro do Desenvolvimento Regional do Brasil e ex-presidente do Dataprev.  
Canuto assumiu a presidência do Dataprev, deixando o Ministério do Desenvolvimento Regional. Foi integrante da carreira de Especialista em Políticas Públicas e Gestão Governamental (EPPGG).
Exerceu o cargo de Ministro de Estado do Desenvolvimento Regional nos 400 primeiros dias do governo do presidente Jair Bolsonaro.
Foi Secretário Executivo do Ministério da Integração Nacional, entre agosto e dezembro de 2018. Além de ter exercido cargos em outros órgãos federais, como: Secretarias de Aviação Civil e Geral da Presidência da República e na Agência Nacional de Aviação Civil (ANAC).
Canuto é graduado em Engenharia de Computação pela Universidade Estadual de Campinas (Unicamp) e em Direito pelo Centro Universitário de Brasília (UniCEUB). Antes de integrar o serviço público, trabalhou durante 6 anos na IBM.

## Biografia
Nascido no estado do Paraná, na cidade de Paranavaí, O ex-ministro, é filho de Sebastião Canuto e Anizia Canuto, formou-se em Engenharia de Computação pela Universidade Estadual de Campinas (Unicamp) e em Direito pelo Centro Universitário de Brasília (UniCEUB). O ministro é também servidor federal da carreira de Especialista em Políticas Públicas e Gestão Governamental. Entre 2015 e 2017 foi chefe de gabinete do Ministro da Integração Nacional. Além disso, já trabalhou nas Secretarias de Aviação Civil e Geral da Presidência da República, além da Agência Nacional de Aviação Civil. Indicado em 28 de novembro de 2018 pelo presidente Jair Bolsonaro, Gustavo Canuto assumiu o cargo de ministro do desenvolvimento regional após a tomada de posse do presidente.

## Atuação no ministério
À frente do Ministério do Desenvolvimento Regional, administrando um orçamento que varia entre 6 e 8 bilhões de reais, Canuto se pronunciou defendendo a união da estrutura das antigas pastas do Ministério da Integração Nacional e do Ministério das Cidades. O ministro, que não possui filiação partidária, tem assumido uma postura técnica e dialógica na condução das questões referentes ao ministério. Apesar de pouco conhecido, o político tem trabalhado, principalmente, com governadores e prefeitos da região nordeste, tendo em vista o desenvolvimento estrutural e urbano das localidades, assim como a diminuição das desigualdades regionais.
Após os primeiros meses de governo Bolsonaro, anunciou-se no início de maio a retomada das duas pastas que originaram o Ministério do Desenvolvimento Regional, em decorrência da sobrecarga de demandas sobre o ministério e pela pressão partidária sobre o governo. Diante disso, Gustavo Canuto tem seu nome firmado para a liderança do Ministério da Integração, enfrentando resistências internas relativas à expectativa do Congresso sobre a indicação de um novo líder para o ministério pelo Senado Federal. A medida do desmembramento é colocada como ato de constituição da base parlamentar do presidente, tendo em vista a geração de apoio para as reformas administrativas e previdenciárias.
No dia 6 de fevereiro de 2020, pediu exoneração do cargo de ministro do Desenvolvimento Regional. De acordo com interlocutores da equipe econômica, os motivos seriam desavenças com o atual Ministro da Economia, Paulo Guedes, o que levou à nomeação do Secretário Especial da Previdência, Rogério Marinho. Canuto foi escalado para a presidência da Dataprev, a fim de ajudar a diminuir a fila de 1,3 milhões de pedidos de aposentadoria e benefícios do Instituto Nacional do Seguro Social (INSS).